# Chaldejská archieparchie Mosul-Akra
Archieparchie Mosul-Akra je archieparchie Chaldejské katolické církve nacházející se v Iráku.

## Území
Zahrnuje část území guvernorátu Ninive na severu Iráku.
Biskupským sídlem je město Mosul, kde se nachází hlavní chrám, katedrála Panny Marie.

## Historie
Počátek křesťanství v Mosulu se datuje do prvních století. V 5. století se komunita hlásila k nestoriánství a byla součást Církve Východu. Město spadalo do jurisdikce diecéze Ninive.
Po dobytí oblasti Araby nabylo město významu. Biskupské sídlo se z Ninive přesunulo do Mosulu a během patriarchátu Timotea I. (asi 780–823) se do města přesunulo také biskupské sídlo Arbela. Počínaje rokem 790 jsou známa jména asi patnácti metropolitů Arbely a Mosulu až do začátku 14. století. Později, počínaje 16. stoletím, se eparchie stala sídlem nestoriánských patriarchů, kteří sídlili v klášteře Rabban Hormizd poblíž Alkoše, asi 50 km severně od Mosulu.
V první polovině devatenáctého století se nestoriánský patriarchát připojil ke katolicismu. Dne 5. července 1830 byl Yohannan VIII. Hormizd uznán Svatým stolce jako patriarcha babylonský (bagdádský). Od té chvíle patriarchové řídili obě sjednocená sídla Mosul a Bagdád prostřednictvím patriarchálních vikářů. Většina chaldejských katolíků se nacházela v oblasti Mosul.
Roku 1896 měla archieparchie 23 700 věřících v 11 farnostech, 45 eparchiálních kněží a 26 kněží Antoniánského řádu svatého Hormisdase. Roku 1913 počet věřících stoupl na 32 000.
V polovině 20. století přesunul patriarcha své sídlo do Bagdádu. Z tohoto důvodu byla přenesením sídla 24. října 1960 kanonicky zřízena chaldejská eparchie Mosul na základě buly Amoris Nostri papeže Jana XXIII.
Dne 14. února 1967 byla eparchie povýšena na archieparchii.
Dne 22. prosince 2018 byla přejmenována na Mosul-Akra a současně získala území zrušené eparchie Akra.

## Seznam biskupů (od roku 1960)
- Emmanuel Daddi (1960–1980)
- Georges F. Garmou (1980–1999)
- Paulos Faraj Rahho (2001–2008)
- Amel Shamon Nona (2008–2015)
- Najib Mikhael Moussa, O.P. (od 2018)